# Huayna Cápac
Huayna Cápac (en quechua: Wayna Qhapaq, «magnánimo joven»), nacido como Titu Cusi Huallpa, (Cuzco o Tomebamba, c. 1467-Tomebamba, c. 1527) fue el decimotercer y penúltimo inca del Tahuantinsuyo. Fue hijo y sucesor en el trono inca de Túpac Yupanqui.

## Origen
No está claro el lugar de su nacimiento, probablemente nacido en Cuzco, aunque se discute si pudo haber nacido en Tomebamba, actual ciudad de Cuenca.
Su nombre original era Titu Cusi Hualpa, pero luego de subir al trono asumió el de Huayna Cápac que en lengua quechua significa "poderoso joven". Era hijo legítimo de Túpac Yupanqui y de su hermana esposa Mama Ocllo Coya y, como tal, destinado a suceder a su padre en el trono de los incas, por derecho dinástico.
Fue el propio Pachacútec, el prestigioso fundador del Tahuantinsuyo, quien lo designó futuro soberano, demostrando una absoluta preferencia por el prometedor nieto sobre otros posibles pretendientes, tanto que participó, siendo aún un niño, en ritos y ceremonias habitualmente reservadas para los máximos exponentes de la nobleza incaica.

## Ascenso al trono
Debido al derecho incaico, tenía que ser reconocido como auqui ("señor") por las panacas reales del Cuzco para poder ser Sapa Inca. Para cumplir este indispensable requisito, Túpac Yupanqui, que se hallaba en la conquista de Quito, se trasladó con la familia real al Cuzco. Se dice que a la vuelta de ambos Pachacútec seguía con vida y salió al encuentro de ellos para conocer a su nieto. Parece que el muchacho causó tan buena impresión al anciano que este pidió que fuera el menor quien dirigiera la carga del ejército incaico a la fortaleza de Sacsayhuamán, un acto ritual. Se cuenta que el príncipe hizo tan bien la faena que Pachacútec lo convirtió en su favorito y ello cimentó su futuro encumbramiento como Inca.
Pedro Sarmiento de Gamboa citado por María Rostworowski señala que Túpac Yupanqui enfermo en Chinchero, seleccionó como su sucesor a Cápac Huari, pero finalmente se habría decidido por Huayna Cápac provocando así la ira de Chuqui Ocllo, una de las concubinas del soberano y madre de Cápac Huari. Esta decisión parece haber sido el detonante que impulsó a Chuqui Ocllo a envenenar a Túpac Yupanqui. Más tarde ésta declaró que el Inca había cambiado de opinión recién cuando estaba moribundo y con la razón perdida.
Ante este hecho, Huaman Achachi, un general fiel a Túpac Yupanqui (y hermano suyo) ocultó a Huayna Cápac y después de muchos pleitos y la enérgica protesta de Mama Ocllo (madre de Huayna Cápac) condenaron a Chuqui Ocllo y sus cómplices a la pena de muerte. En cuanto al pequeño Cápac Huari, no se le hizo ningún daño debido a su inocencia. Sin embargo, se lo desterró a un lugar apartado bajo la vigilancia de personas de la confianza de Huaman Achachi.
Huayna Cápac, ya declarado sucesor de Túpac Yupanqui, tuvo como regente a su tío Apo Huallpaya hasta que alcance su mayoría de edad. Más tarde Apo Huallpaya propuso a su hijo al trono argumentando que el Auqui era incapaz para el cargo, Huamán Achachi supo que además Apo Huallpaya tenía intenciones de matar al joven monarca. Apo Huallpaya y su hijo fueron sentenciados a muerte por traición.

## Gobierno

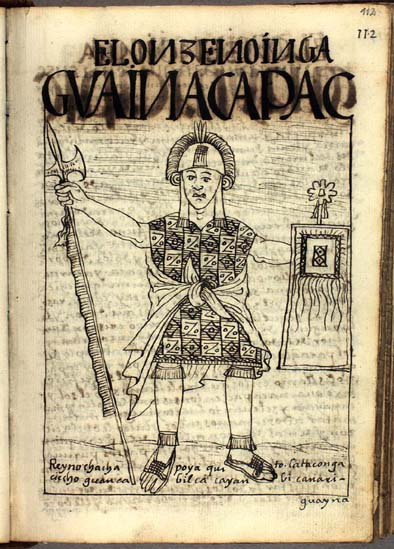
«El onzeno inga Guaina Capac», según dibujo de Guamán Poma de Ayala.

Con un inicio tan agitado empezó el gobierno del nuevo Inca, que básicamente tuvo que dedicar todos sus esfuerzos a consolidar los terrenos conquistados por su padre y sofocar las revueltas de provincias levantiscas. Para esto, asumió el control político y religioso del Imperio, desplazando a Apo Chalco Yupanqui, el vigente Villac Umu. Por primera vez en la época imperial se concentraban todos los poderes en una sola persona. Sin embargo, casi al final de su vida nombra un pariente suyo, Cusi Túpac Yupanqui, como nuevo Sumo Sacerdote del Sol (aparentemente este es el Villac Umu que corona a Manco Inca y que lo secundaría en sus guerras de reconquista como hábil estratega).
Según el cronista Pedro Cieza de León, el Inca no se alejó mucho del Cuzco durante sus primeros años de gobierno, atendiendo el pedido de su madre. Como el transporte se realizaba a pie una expedición podía durar varios años, por lo que envió a su tío Huamán Achachi para que recorriera el camino del Chinchaysuyo hasta Quito.
Sus campañas tenían la tendencia a dirigirse siempre hacia el norte. Por un lado, la dura resistencia selvática (pobladores y la naturaleza en sí) les bloqueaba el camino hacia el este, mientras que por el sur y por el oeste ya estaba todo descubierto. Así, el único camino posible era el norte, virtualmente inexplorado y a su vez zona altamente inestable dada la gran belicosidad de sus naturales.
Los enfrentamientos en el norte duraron muchos años y, así, luego de arduas y cruentas batallas, las etnias norteñas fueron incorporadas al Tahuantinsuyo.

### Campañas militares

Expansión incaica durante el reinado de Huayna Cápac, en color púrpura.

Huayna Cápac quería demostrar que era un hijo digno de Túpac Yupanqui y aspiraba a consolidar y expandir el dominio de sus antepasados en el altiplano andino. Sin embargo, le tenía especial cariño a su madre Mama Ocllo y valoraba sus astutos consejos. La reina madre, si así podemos definirla, tal vez temiendo los males de las panacas rivales, siempre lo disuadió de comprometerse lejos del Cuzco y en particular le hizo prometer que no se iría al sur antes de su muerte. Una rebelión de los chachapoyas finalmente le dio a Huayna Cápac cierta libertad de acción y le permitió dedicarse a la actividad que prefería un gobernante inca, la de comandante de ejércitos.
La campaña terminó con un brillante y rápido triunfo y reveló las habilidades militares del joven gobernante. La muerte de su madre liberó finalmente a Huayna Cápac de su juramento y le permitió emprender la conquista de las tierras australes. Los miedos de Mama Ocllo resultaron infundados porque la aparición de los estandartes incas fue suficiente para convencer a los indígenas del actual Chile de abandonar cualquier ambición de rebelión. Más que una campaña militar, fue una inspección y una reestructuración de los territorios, obtenida mediante la asimilación de las etnias locales a las instituciones del Cuzco. Muy astutamente Huayna Cápac retiró a sus síndicos del mando de aquellos distritos y restableció la autoridad de los caudillos indígenas ganándose con esa medida la confianza de las poblaciones. Las tropas incas, sin embargo, por prudencia, se abstuvieron de cruzar el río Maule defendido ferozmente por los feroces araucanos y se contentaron con fortalecer y consolidar su presencia de este lado del río fronterizo.

#### Incursión en el Collasuyo
Huayna Cápac recorrió todo el territorio anexado, especialmente Quillota, Aconcagua y Mapocho. En el valle de Chile invistió como curaca (su representante) a los jefes locales Michimalonco y Trangolonco, dejando en un segundo plano al gobernador inca Quilicanta. Probablemente este Inca organizó definitivamente la extracción del tributo en oro de Marga Marga, que debían enviar anualmente al Cuzco los curacas de Aconcagua, y la división del señorío político del valle en dos mitades: valle superior e inferior, quedando este último subordinado al primero.
Según algunos cronistas, durante un año el Sapa Inca visitó sus dominios y dio regalos y atribuciones a sus aliados, a los mencionados jefes locales Michimalonco y Trangolonco, y se llevó consigo a muchos locales a otras partes de su imperio. Siguiendo esta versión, el curaca Vitacura fue enviado por el Inca con tropas a explorar al sur, llegando hasta el río Biobío, tras esto cuando volvía fue confrontado en el Maule o en el Cachapoal (aprox. 1505). Posteriormente se realizarían campañas más al sur extendiendo su zona de influencia.

#### Rebeliones en el Chinchaysuyo
De regreso a los territorios andinos por la parte del Collao, Huayna Cápac se dispuso a fortalecer las defensas de estos territorios de las incursiones de los salvajes provenientes de las selvas amazónicas que sistemáticamente realizaban feroces incursiones. Acababa de construir la fortaleza de Chiriguanas cuando llegó la noticia de un gran levantamiento en las tierras del norte. Los quitus, los cayambes, los caranquis, los pastos y los huancavilcas se habían levantado y su presencia se imponía en ese conflictivo sector del imperio.
Huayna Cápac primero ganó Tomebamba, su ciudad natal, y allí instaló la sede de sus futuras operaciones. La ciudad fue, para la ocasión, ampliada y embellecida con la construcción de majestuosos palacios para convertirse en una verdadera capital del norte.
Desde aquí las tropas incas iniciaron sus acciones de conquista o reconquista de los territorios levantados. El primer objetivo fue el pueblo de pasto a quien se envió un ejército de tropas del Collao y un pequeño contingente del Inca al mando de Auqui Toma, el hermano predilecto del soberano.
Los pastos fueron astutos y pusieron una trampa. Abandonaron sus poblados escasamente adornados y el Inca pasó fácilmente por encima de los pocos defensores, pero cuando, convencidos de su éxito, bajaron la guardia, el grueso de los enemigos se abalanzó sobre su campamento. Los pocos guerreros del Cuzco que escaparon huyendo se encontraron con el grueso del ejército del soberano que se acercaba lentamente. Indignado por el comportamiento furtivo de los enemigos, el Inca ordenó no dar abastecimientos y sus tropas vencieron por completo a los pastos, haciéndolos masacrar. Satisfecho con el éxito, Huayna Capac finalmente dio la orden de regresar a Tomebamba para preparar una nueva expedición, esta vez contra los caranquis.
Huayna Cápac primero hizo un desvío hacia la costa y ocupó Tumbes y toda la zona de Guayaquil. También tuvo que lidiar con los belicosos isleños de Puná que estaban convencidos de que eran inexpugnables dada su superioridad en el mar. Sin embargo, también tuvieron que inclinarse ante los ejércitos incas, que pronto aprendieron a usar la balsa y desembarcaron en la isla después de una sangrienta batalla naval.
Quedaban por conquistar las fortalezas de Cochisque y Caranqui. Se decidió comenzar con Cochisque, pero hubo una resistencia inesperada. En efecto, no fueron sólo los caranquis los que lucharon por su independencia, sino todos los pueblos vecinos que se habían aliado contra los invasores del Cuzco. Entre estos, por poder y osadía, destacaba los cayambes. La fortaleza aún fue conquistada, pero a costa de pérdidas muy elevadas y sin poder evitar que los defensores supervivientes se refugiaran en la otra fortaleza aún intacta.
El Inca entonces condujo sus tropas a la conquista de Caranqui, pero no logró sitiarlo porque sus defensores lo enfrentaron en campo abierto. La pelea fue muy dura y Huayna Cápac arriesgó su vida durante la pelea. Sus hombres, en efecto, huyeron y, en el desorden creado, la misma silla de manos del Inca fue volcada, provocando que el soberano impacte duramente contra el suelo. El desconcierto fue total y solo se pudo rescatar la vida de Huayna Cápac al ser protegido por tres de sus más fieles capitanes, que lograron arrebatárselo de los enemigos que se precipitaban. El Inca inmediatamente intentó vengarse, pero sacrificando muchos hombres, solo lograron suspender a sus enemigos dentro de la fortaleza.
Era hora de retirarse para reorganizar los ejércitos en vista de un posterior asalto y Huayna Cápac, aunque ofendido en el orgullo, condujo a sus hombres a la relativa tranquilidad de Tomebamba, sopesando sombríos propósitos de venganza.
Lo que siguió a estos hechos es notable por cuanto el Inca decidió demostrar su enojo hacia sus capitanes y a sus nobles orejones a través de varias acciones, como disminuirles las raciones de comida o no invitarlos a las fiestas en el campamento. Estos, al verse relegados públicamente, tomaron la imagen del Sol y se dirigieron al Cuzco, siendo interceptados por mensajeros del Inca, a los cuales procedieron a capturar. Un último enviado recibió por respuesta: «decid al Inga que su poco apego y el hambre que nos apura nos hacen partir al Cuzco».
Finalmente, Huayna Cápac se dirige a los orejones en persona y les recrimina su actitud. Los orejones de todas formas prosiguen su marcha y, Huayna Cápac en acto insólito, pide que se retire la estatua de oro de su madre, Mama Ocllo, que se hallaba en el templo, para que la pongan frente a los desertores. Hecho esto, una india cañari sale al camino y, haciendo como si estuviera poseída por el espíritu de la Coya, les convence de quedarse. Los orejones contestan al Inca: «Queremos más ser vasallos desfavorecidos que no hijos inobedientes». El Inca recurrió a este artilugio para ganar tiempo y organizar un banquete para agasajar a sus capitanes.
La paz se selló con suntuosos banquetes y ricos obsequios para todos del Inca, tras lo cual los ejércitos reconciliados se dispusieron a partir para vengar las derrotas sufridas.

#### Masacre de Yahuarcocha y hechos posteriores
Fue Auqui Toma, el hermano del Inca quien se encargó de la tarea. Con un poderoso ejército se preparó para conquistar la fortaleza en disputa y casi llega a conquistarla. Ya habían caído cuatro de los cinco muros y estaba a punto de ser tomado el último baluarte, cuando el indomable comandante, que luchaba en primera fila, fue asesinado. Su muerte causó un desconcierto general entre las filas del Inca que huyó. Los cayambes inmediatamente aprovecharon la oportunidad para perseguirlos y matarlos tanto que muy pocos lograron ganar Tomebamba.
Esta vez Huayna Cápac decidió intervenir personalmente. Dividió su ejército en tres unidades, dos de las cuales irían más allá de la fortaleza durante cinco días, y luego regresarían haciendo tierra arrasada de todo el distrito. El resto del ejército, mientras tanto, bajo su liderazgo personal, supuestamente atacó frontalmente a Caranqui. La táctica tuvo éxito, sobre todo porque Huayna Cápac, cuando ya regresaban los ejércitos enviados al frente, dejó de pelear y dio un espectáculo de huida. Los caranquis se lanzaron en su persecución y los incas de los dos ejércitos, dirigidos por el general Michi, ocuparon fácilmente la fortaleza desguarnecida.
Cuando los caranquis se dieron cuenta de que habían perdido, de un solo golpe, la fortaleza y sus aldeas incendiadas, se desunieron y buscaron refugio huyendo. Rodeados por los ejércitos incas, buscaron refugio en una laguna cercana, pero fueron sistemáticamente perseguidos y asesinados hasta el último hombre. La masacre fue tan extensa que las aguas de la laguna se tiñeron de rojo debido a la sangre derramada, y desde entonces el cuerpo de agua tomó el nombre de Yahuarcocha, literalmente «mar de sangre». Como dice el historiador Raúl Porras Barrenechea, Huayna Cápac «deseaba ser tan temido que de noche le soñaran los indios».
Ya nadie podía enfrentar al Inca, y Huayna Cápac se disponía a establecer las leyes del imperio en las tierras del Chinchaysuyo. Todavía siguieron expediciones de guerra, pero eran empresas en pequeña escala llevadas a cabo, sin riesgo, contra tribus salvajes que no toleraban la disciplina y la civilización. Las fronteras extremas se fijaron al río Ancasmayo, ya que más allá de sus aguas sólo la selva podía disputar el dominio del país de los incas.

### Contacto con los españoles

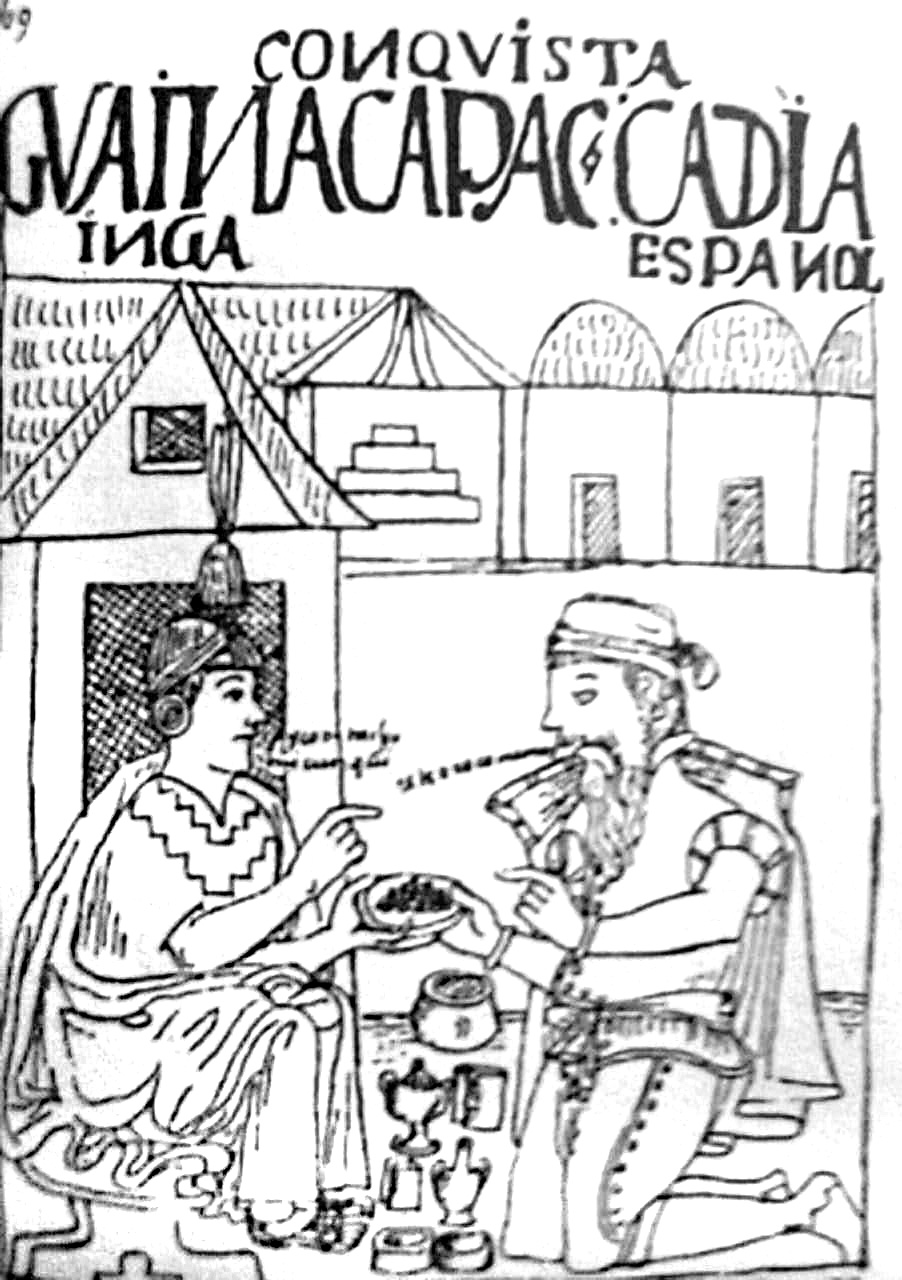
Grabado imaginario del supuesto encuentro entre el Inca Huayna Cápac y el conquistador español Pedro de Candía, según el cronista Guaman Poma de Ayala.

En casi todas las crónicas españolas de la época se cuenta, diversamente representada, la noticia llevada a Huayna Cápac de la llegada, a las costas de su reino, de extraños hombres blancos y barbudos transportados por mar en "casas de madera". Mucho se ha discutido sobre estos reclamos para determinar si podría ser la primera visita de Francisco Pizarro a Tumbes. Las fechas no coinciden ya que la muerte de Huayna Cápac ocurrió por lo menos dos años antes de este desembarco. Con toda probabilidad, la noticia que llegó a la corte de Quito se refería a las fallidas incursiones españolas en las costas de Colombia que enzarzaron a Pizarro durante su primer viaje, antes del descubrimiento real del Imperio incaico.
Huayna Cápac fue un monarca vigilante y activo. Bajo su liderazgo el imperio había sufrido una reestructuración muy eficiente, lograda con una política de controles metódicos y severos. La inercia con que se enfrentó el problema, luego de su muerte, se explica fácilmente al considerar las dificultades de aquellos años que cayeron en presagio de la guerra civil entre Huáscar y Atahualpa.
Esa misma inercia finalmente habría permitido a Pizarro conquistar el imperio andino a pesar de la desproporción de las fuerzas involucradas. Los propios conquistadores españoles, unos años después, habrían admitido tranquilamente que si hubieran venido al territorio mientras Huayna Cápac aún vivía, ninguno de ellos habría logrado salir con vida: «si la tierra no hubiera estado dividida, si Guaynacaba no huviera muerto, no la pudiéramos entrar ni ganar».

## Sucesión
Aunque su vida se había desarrollado perpetuamente en medio de guerras de conquista, Huayna Cápac no había descuidado las ocupaciones de un Inca supremo. Enamorado de Tomebamba, su ciudad natal, la había embellecido con templos y palacios dignos de los del Cuzco y la había convertido en una especie de segunda capital. En los últimos tiempos había adquirido la costumbre de quedarse en Quito y aquí también había comenzado la construcción de templos y residencias, tal vez con la intención de trasladar la corte imperial a esta ciudad.
De su primera esposa, Cusirimay, no tuvo hijos, aunque Bernabé Cobo asegura que ella fue la madre de Ninan Cuyuchi, uno de los posibles herederos. Para consolidar su linaje, a Huayna Cápac le hubiera gustado casarse con otra hermana de su padre y madre, Mama Coca, pero ella se había negado. La princesa había preferido dedicarse a la vida religiosa y se había recluido en un convento de "vírgenes del sol". El soberano había elegido entonces a otra hermana como esposa oficial, pero solo por parte de su padre, la princesa Rahua Ocllo, antes su esposa secundaria quien, como tal, ya le había dado un hijo, Tupac Cusi Hualpa que se haría famoso con el nombre de Huáscar. De las otras novias sustitutas, aunque de origen muy noble, tuvo otros hijos que luego serían protagonistas en la época de la conquista española.

### Muerte
A pesar de haber tenido la oportunidad de vivir personalmente los peligros de una sucesión confusa, Huayna Cápac no se apresuró a elegir heredero y mucho menos a asociarlo al trono en los últimos años de su reinado. Así fue que, cuando se anunció su fin, los ancianos de su corte se dieron cuenta de que las instituciones estarían en grave peligro. La muerte de Huayna Cápac no fue repentina. Hay varias versiones de lo sucedido. Los más acreditados hablan de una epidemia, probablemente de viruela, que se habría extendido a los Andes golpeando incluso al soberano. Sin embargo, observaciones recientes arrojan dudas sobre este diagnóstico. La momia de Huayna Cápac fue efectivamente vista pocos años después de su muerte por numerosos testigos y reconocida intacta, es decir, sin las inevitables lesiones que conlleva esta enfermedad, especialmente en el rostro. Otra versión habla de un resfriado que habría golpeado al Inca después de un baño en una laguna helada, tomado para refrescarse del exceso de calor. Habría una fiebre devoradora que podría identificarse con una neumonía.
De todos modos, cuando ya era evidente el fin cercano, los dignatarios que lo rodeaban preguntaron al Inca a quién quería nombrar heredero. El soberano señaló a Ninan Cuyuchi, a quien algunos quieren muy joven, incluso un bebé. Sin embargo, la pregunta sobre la edad del elegido es inútil porque este príncipe también había muerto unos días después que su padre. Una segunda petición hecha al Inca moribundo obtuvo como respuesta el nombre de Huáscar, con la condición, sin embargo, de que los destinos fueran benignos. Los ritos invocados dieron resultados negativos, pero cuando intentaron pedirle al Inca una nueva indicación, ya estaba muerto.
Se decidió entonces entregar la dignidad imperial a Huáscar, desconociendo los ominosos presagios que, lamentablemente para el reinado de los incas, luego resultarían acertados.

## Visita de Huayna Cápac alSumaq UrquoCerro Rico[11]

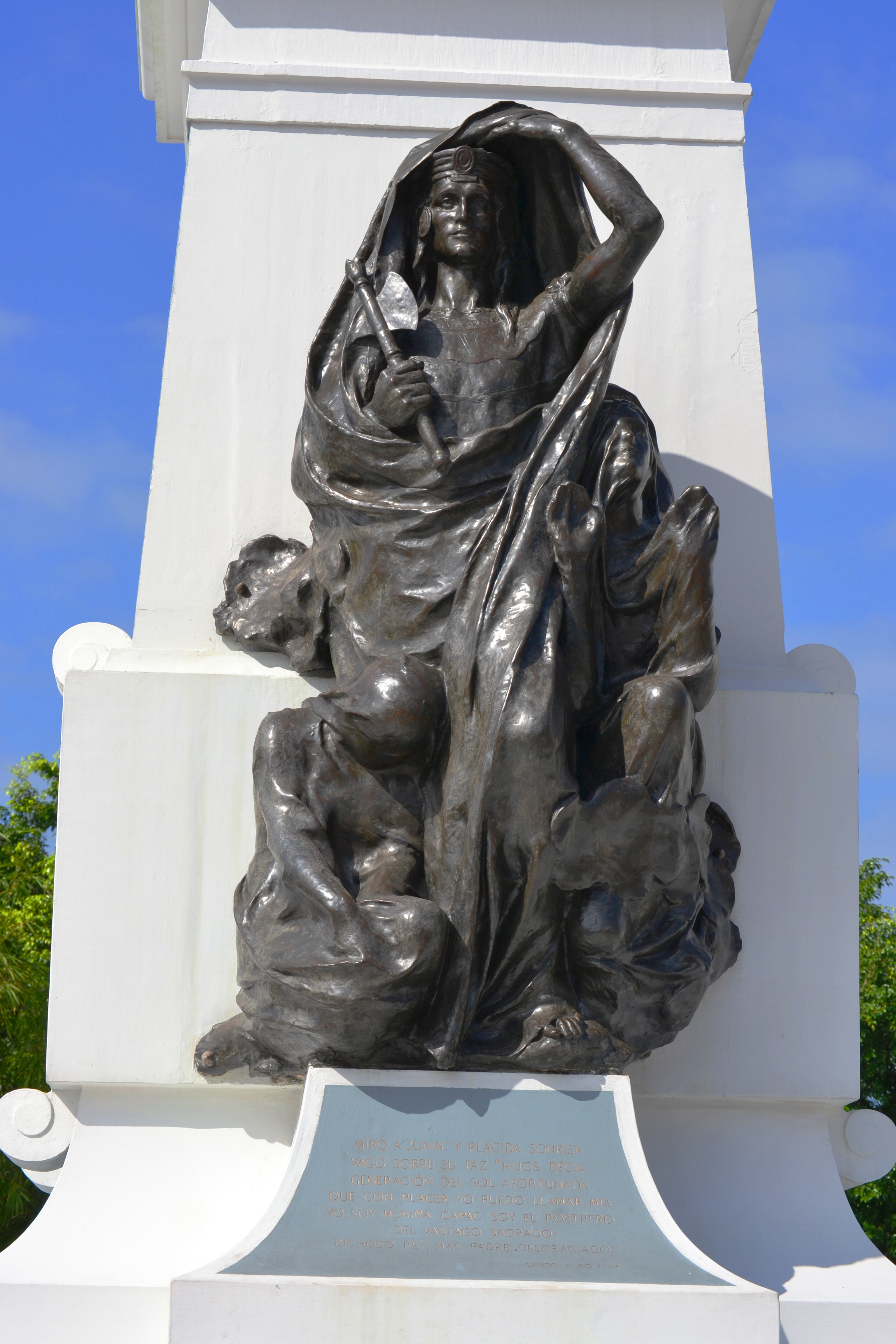
Huayna Cápac en el Monumento a Olmedo.

El 11.º rey del Tahuantinsuyo (hijo de Túpac Yupanqui) se llamó Huayna Cápac, que se interpreta Mancebo poderoso. Este fue aquel insigne en riquezas de que puede causar admiración al mundo, que tuvo rimeros de oro y grandes montones de plata, pues como cuentan los cronistas Inca Garcilaso de la Vega y el padre maestro fray Antonio de la Calancha con otros autores, tenía en su palacio en estatuas de oro a los reyes sus predecesores, y todas cuantas alhajas sirven en una casa de madera, piedra o barro, las tenía este rey en su palacio de finísimo oro; aun las piedras de moler el ají (que es aquella especería de tanta mordacidad a la lengua y labios) y los batanes donde molían el maíz, todo era de este rubio y precioso metal. El cronista presbítero Francisco López de Gómara, Betanzos, el padre José de Acosta (de la Compañía de Jesús) y el maestro fray Rodrigo de Loaisa (agustino) dicen de este rey que tenía en la puna un recreo o jardín (hecho a mano) de árboles, flores y yerbas de oro que era un remedo propio de los naturales vergeles. Esta máquina y mucha más de oro fino de su palacio la echaron en la laguna de Chucuito (que tiene 80 leguas de rodeo) cuando los españoles entraron al Perú, porque no gozasen tan rico tesoro.
Y no hay que admirarse de la abundancia de este precioso metal que tenían junto en palacio, pues entonces no lo llevaban a España ni se lo tragaba el mar. Entonces el oro y la plata se estaban en el reino del Perú y no se esparcía por el mundo. En aquel tiempo iban los indios a los cerros a traer los ricos metales como quienes sabían los secretos y venas donde estaban; mas después de reconocer la codicia de los españoles y los malos tratamientos que más que bárbaramente les hicieron, cerraron las bocas de las minas, y todo lo que tenían sacado de ellas lo echaron en aquella profunda laguna y enterraron en diversas partes dondequiera que les cogió la noticia de la crueldad española, pues tanta fue su codicia en recoger el oro y la plata que no estando satisfecha con lo mucho que hallaron fuera, apremiaron a los desventurados indios, y contra toda caridad, a fuerza de rigor, les hacían descubrir las riquezas que sabían, y descubiertas, con mucha violencia les obligaban a que sacasen los preciosos metales. De suerte que no pudiendo los naturales tolerar aquella sinrazón, los más se fueron a las remotas provincias del Perú a vivir entre aquellas incógnitas naciones sin fe ni conocimiento del verdadero Dios; otros se quitaban la vida con sus mismas manos; otros se remontaban de 50 en 50 y de 100 en 100, y se escondían en las quebradas y grutas de los montes con sus mujeres e hijos, y allí morían de hambre; otros quedaban en poder de los españoles, hechos esclavos, sin razón, ley ni caridad, pues no eran habidos por derecho de la guerra, que las más de las provincias se les dieron graciosamente y ellos las tiranizaron de tal manera que no hay lengua que lo pueda significar. Por lo cual se puede decir seguramente que aquellos españoles no conquistaron el Perú sino que todo lo redujeron a tiranía. 
Tiranizado, pues, el Perú por los españoles, se fueron consumiendo millares de millones de indios, y millones de millones de oro y plata, con que quedó el Perú sin ser lo que se solía en tiempo de sus monarcas. Por esto viendo y considerando desapasionadamente la ruina del Nuevo Mundo el ilustrísimo y reverendísimo señor don fray Bartolomé de las Casas, obispo de Chiapa, escribió la historia intitulada Destrucción de las Indias Occidentales, donde cuenta muy por extenso la incomparable riqueza del Perú y sus reyes, el fin y paradero que tuvieron sus grandezas después de que entraran los españoles en dichas Indias; aunque si quedaron destruidas, fue de las riquezas temporales, pues comenzaron las celestiales con la adoración del verdadero Dios.
Volviendo al poderoso rey Huayna Ccápac digo que en su tiempo, habiendo salido grandes ejércitos de los indios guaraníes (que era una nación en el Río de la Plata, la cual descubrió Sebastián Caboto el año de 1525, distante de esta provincia de los Charcas más de 500 leguas), gente guerrera, traidora y soberbia, éstos llegaron al Perú, y después de haber hecho grande destrucciones en las provincias se volvieron victoriosos a su naturaleza; pero quedándose algunos entre las sierras hicieron siempre grandes daños en todas las provincias de los Charcas, Porco y Chichas, donde se avecindaron y poblaron. Apoderáronse de los valles de Mataca (que son cercanos a esta Villa) y de allí acometían a los de esta provincia de Porco, quedando siempre victoriosos porque su forma de guerra era de noche y en haciendo sus saltos se retiraban a las montañas en cuya aspereza se mantenían. Asaltaron al pueblo de Cantumarca y lo entraron con gran mortandad de sus vecinos, y rehaciéndose allí trataban ya de continuar sus victorias en las demás provincias sujetas a Huayna Ccápac.
Noticiado este rey de aquel atrevimiento llamó sus capitanes, y con numeroso ejército salió con ellos del Cuzco; llegó al valle de Tarapaya donde se reforzaron algunos días. Bañóse este rey en aquella laguna, gozoso de ver una obra maravillosa de sus antepasados, y habiendo descansado lo que convenía envió 4,000 soldados con uno de sus hijos a Cantumarca. Estaban los guaraníes bien prevenidos y así no rehusaron 3,000 aventajados combatientes de salirles al encuentro, y se portaron con tal valor que mataron 200 de los del inga. Huyeron llevándose la noticia los que quedaron, de que indignado el rey partió al punto con diestros capitanes, y aunque le resistieron los enemigos al cabo fueron deshechos y muertos más de 6,000 guaraníes; los pocos que quedaron huyeron sin parar hasta meterse en las montañas de los Charcas. Recibió Cantumarca muy gozoso a su rey Huayna Cápac y le hicieron grandes fiestas por sus victorias.
Pasadas éstas se encaminó a Ccolque Porco y Andaccaua, asientos de sus minas de donde le sacaban innumerables arrobas de plata. Antes de partirse vio nuestro famoso Cerro, y admirado de su grandeza y hermosura dijo (hablando con los de su corte): "Este sin duda tendrá en sus entrañas mucha plata"; por lo cual mandó a sus vasallos que luego de que llegasen a Ccolque Porco (que está distante de esta Villa siete leguas) volviesen, labrasen sus minas y le sacasen el rico metal. Así lo hicieron, y habiendo traído sus instrumentos de pedernal y madera fuerte subieron al Cerro; y después de haber tanteado sus vetas, estando para comenzar a abrir sus venas, se oyó un espantoso estruendo que hizo estremecer todo el Cerro y tras esto fue oída una voz que dijo: "No saquéis la plata de este Cerro, porque es para otros dueños". Asombrados los indios de oír estas razones desistieron del intento, volviéronse a Porco [y] dijeron al rey lo que había sucedido; refiriendo el caso en su idioma, al llegar a la palabra del estruendo dijeron "Potocsi" que quiere decir dio un gran estruendo, y de aquí se derivó después (corrompiendo una letra) el nombre de Potosí. Esto sucedió (según la más probable cuenta) 83 años antes de que los españoles descubriesen este famoso Cerro, y desde aquel tiempo se llamó Potocsi. Don Antonio de Acosta en la Historia de Potosí le da otra etimología, añadiendo que no tan solamente por el suceso dicho se llamó Potocsi mas también porque luego de que se descubriera el Cerro lo nombraron los indios Orcco Poctocchi, que quiere decir cerro que brota plata. Añade más este autor, diciendo que antes de que el rey Huayna Cápac viniese a esta provincia de Porco llamaban los indios al Cerro, Súmac Orcco, que significa hermoso cerro, por su hermosura exterior que, con más razón lo pudieran llamar así si vieran y sacaran la interior que tenía; mas guardóla Dios para otros dueños, según se oyó en aquella voz que queda dicho, como lo cuentan el comentador Garcilaso de la Vega, el capitán Pedro Méndez, Bartolomé de Dueñas y Juan Sobrino.